# 31961 Andreaferrero
31961 Andreaferrero este o planetă minoră (asteroid), cu un diametru de 2,94 km, din centura de asteroizi. A fost descoperită pe 7 aprilie 2000 la Stația Anderson Mesa de Lowell Observatory Near-Earth-Object Search. 
Obiectul prezintă o orbită caracterizată de o semiaxă mare de 2,2796327 UAi, o excentricitate de 0,23, o înclinație de 10,6513 ° în raport cu ecliptica.